# Здание компании «Тапиола»
Здание компании «Тапиола» — жилой многоквартирный дом с коммерческими помещениями на Вокзальной улице в Выборге. Шестиэтажное здание в стиле эклектики в центре города включено в перечень памятников архитектуры.

## История
В связи со строительством в 1867—1870 годах Финляндской железной дороги Выборг стал железнодорожной станцией. В начале XX века вокруг станции развернулось каменное строительство: первоначальная малоэтажная деревянная застройка уступала место новым домам. Так как по железной дороге в Выборг прибывали тысячи туристов и коммерсантов, в районе железнодорожного вокзала активно строились гостиницы.
В этот период акционерное общество «Тапиола» приобрело земельный участок на углу Ребольской и Фискальной улиц (ныне улицы Вокзальная и Маяковского) и заказало архитектору Эдварду Лёппёнену из Хельсинки проект каменного здания, однако разработанный проект не был реализован. В условиях окончания строительства нового здания вокзала в 1913 году к проектированию был привлечён главный архитектор Выборга Пааво Уотила. Из двух его проектов заказчики выбрали вариант с более строгим оформлением фасада, приняв решение об уменьшении размеров здания, занявшего в итоге только половину участка.

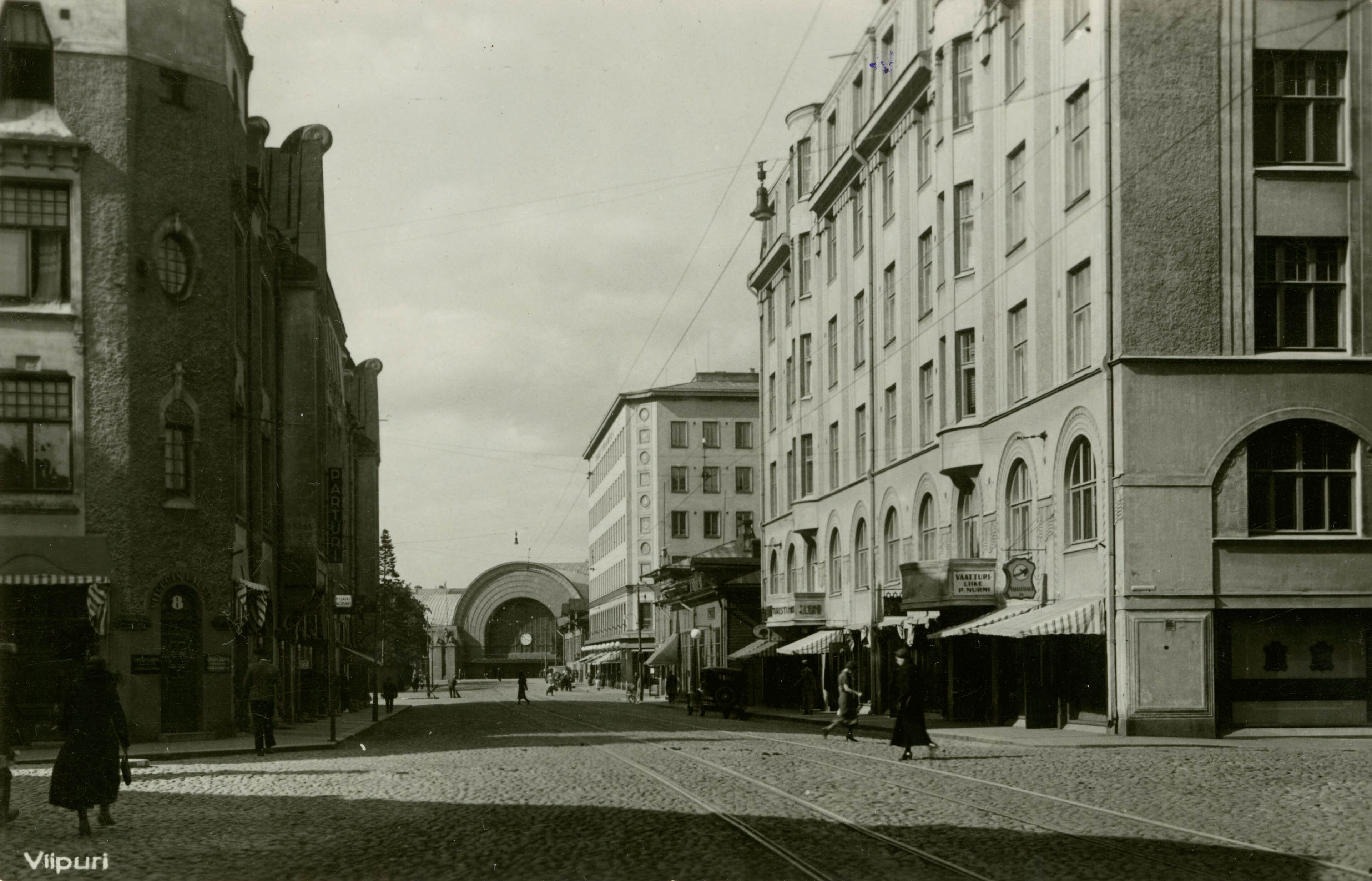
Репольская улица до середины 1930-х годов. Слева гостиница «Рауха», справа гостиница «Суоми»

Так к 1914 году завершилось строительство шестиэтажного доходного дома, в котором разместились гостиница (гостевой дом) «Suomi» на 40 номеров и 60 мест (с рестораном), магазины, банк и другие коммерческие организации, а также квартиры.
Оштукатуренные симметричные фасады, получившие оформление в духе эклектики с применением элементов северного модерна (национального романтизма), расчленены полукруглыми эркерами: западный на три части, а южный на две. Цокольный этаж облицован серым гранитом.
В 1915 году к зданию были пристроены хозяйственные помещения. Впоследствии в доме проводились перепланировки: в 1919 году на шестом этаже по проекту Августа Толонена, а в 1923 году — на втором и третьем этажах под руководством Юхани Вийсте. В дальнейшем собственники вернулись к первоначальной идее застройки всего участка, но разработанный в 1939 году архитектором Хенно Камппури проект строительства нового корпуса по улице Лаллуканкату (нынешняя улица Маяковского) не продвинулся дальше закладки фундамента вследствие советско-финских войн (1939—1944), из-за которых здание лишилось крыши и пустовало до начала 1950-х годов.
К 1953 году была проведена реконструкция: первый этаж заняли магазины, а помещения верхних этажей отводились под жильё. Одновременно с перепланировкой было подвергнуто изменениям оформление верхнего этажа, до войны представлявшего собой мансарду, покрытую по фасаду кровельным железом. Эркеры, ранее заканчивавшиеся на шестом этаже, были укорочены и подведены под нависающий над пятым этажом карниз; мощным карнизом в сталинском стиле завершается и верхний этаж. О дате послевоенного ремонта свидетельствует надпись, нанесённая на треугольный торцевой фронтон со стороны улицы Маяковского — «1953».